# مارلون بيرسفورد
مارلون بيرسفورد (بالإنجليزية: Marlon Beresford) هو لاعب كرة قدم بريطاني، ولد في 2 سبتمبر 1969 في لنكولن في المملكة المتحدة. لعب مع أولدهام أثلتيك وبرادفورد سيتي وشيفيلد وينزداي ونادي بارنسلي ونادي بوري ونادي بيرنلي ونادي كرو ألكساندرا ونادي لوتون تاون ونادي ميدلزبره ونادي نورثامبتون تاون ونادي يورك سيتي ووولفرهامبتون واندررز.

## وصلات خارجية
- مارلون بيرسفورد على موقع قاعدة بيانات كرة القدم.إي يو (الإنجليزية)
- مارلون بيرسفورد على موقع Soccerbase.com (لاعب) (الإنجليزية)
- مارلون بيرسفورد على موقع عالم كرة القدم.نت (الإنجليزية)